# کلر-د-بوئا
کلر-د-بوئا (به فرانسوی: Cléré-du-Bois) یک کمون در فرانسه است که در اندر واقع شده‌است. کلر-د-بوئا ۳۶٫۱۳ کیلومتر مربع مساحت و ۲۸۵ نفر جمعیت دارد و ۱۳۲ متر بالاتر از سطح دریا واقع شده‌است.